# Calendario sexy

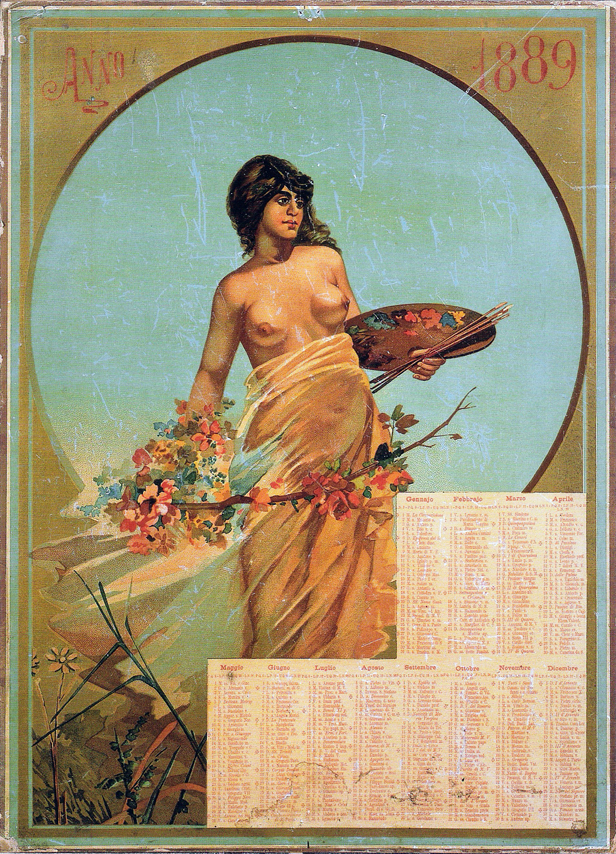
Un calendario dell'anno 1889.

Il calendario sexy è un calendario annuale cartaceo, le cui pagine riportano, oltre alle date, foto di persone in pose ammiccanti, nude o in abiti particolarmente succinti.

## Nel mondo
Inizialmente questo tipo di calendari rientrava, soprattutto negli Stati Uniti d'America, nell'usanza che molte aziende e negozi avevano di regalare alla propria clientela gadget pubblicitari illustrati con foto o immagini di Pin-up, che posavano più o meno svestite.

## In Italia
In Italia, con il passare del tempo, alcuni di questi calendari si imposero come fenomeni di costume e oggetti di collezionismo, come il Calendario Pirelli, mentre in altri casi divennero un importante mezzo pubblicitario, sia per riviste che puntavano all'aumento di vendite dovuto a testimonial di richiamo (la show girl all'apice della notorietà, la cantante famosa, ecc.), sia per personaggi dello spettacolo emergenti che aspiravano a maggior fama o per rilanciare personaggi già affermati, ma in una fase statica della loro carriera artistica. Uno dei casi più significativi di calendario-gadget in Italia fu quello di Valeria Marini per il calendario 1995 realizzato per l'azienda petrolifera IP, della quale era testimonial. Andò esaurito in oltre un milione di copie, tanto che fu chiamata a realizzarne un altro anche per il 1996, nel quale fu fotografata da Helmut Newton e raggiunse la tiratura record di tre milioni di copie.

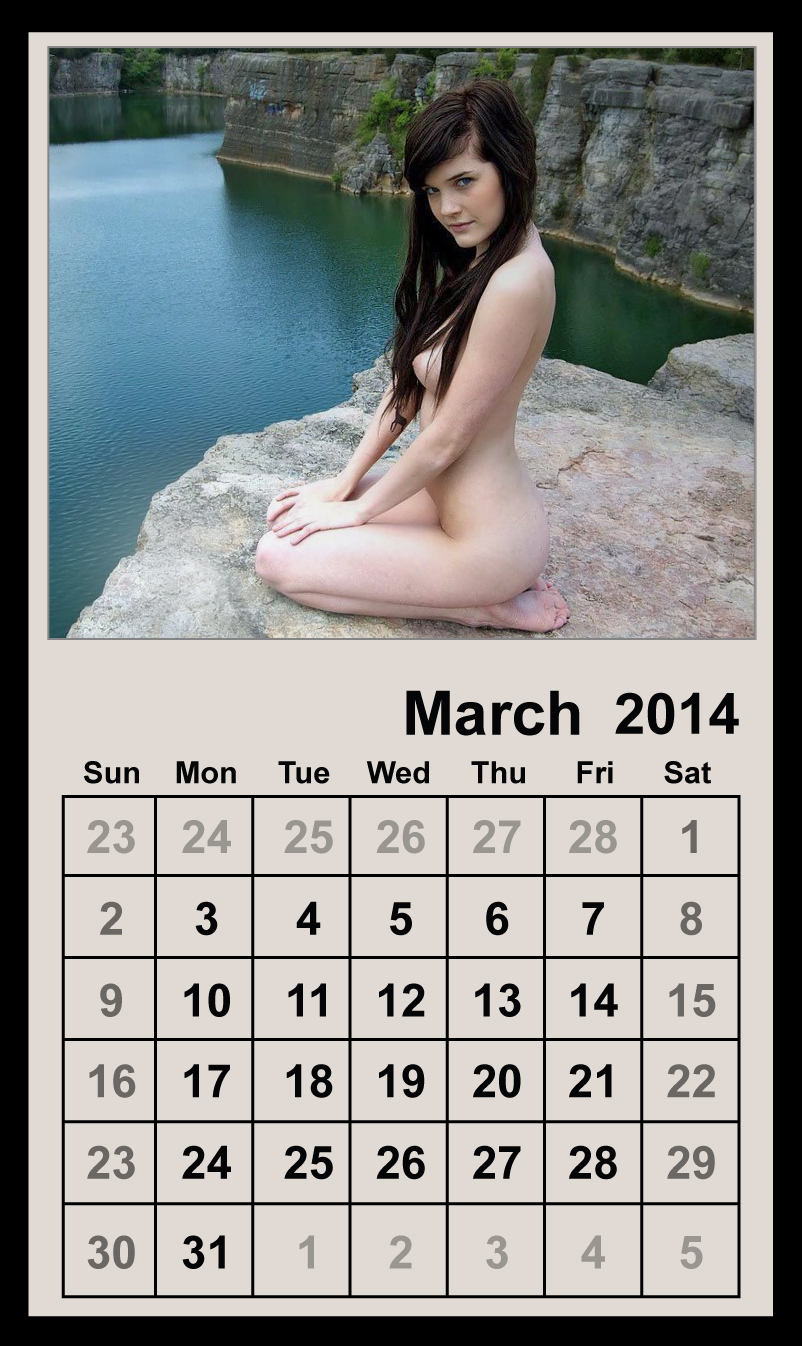
Calendario di nudi femminili

Ai calendari contenenti foto di playmate e modelle allegati a riviste erotiche tradizionali come Playboy e Playmen, si affiancarono negli anni ottanta calendari contenenti foto (sexy, ma non sempre di nudo) di personaggi dello spettacolo (soprattutto da parte di Playmen ed Excelsior). Nel decennio successivo questa usanza si andò diffondendo anche tra le altre tipologie di riviste e vide un vero e proprio boom di questo tipo di calendari realizzati.
Dopo il successo di vendite (750 000 copie) del calendario di Max per l'anno 2000 con le immagini di Sabrina Ferilli, al quale venne dato grande risalto anche dai media generalisti, "fare un calendario" divenne quasi un passaggio obbligato per le show girl affermate o aspiranti tali, con alterne fortune editoriali. La rivista Max iniziò a pubblicare anche calendari con protagonisti maschili, puntando a conquistare anche il pubblico femminile. In alcuni casi il calendario sexy è divenuto prodotto autonomo, non più allegato a una rivista o distribuito come gadget di un'azienda, a volte autoprodotto dalla stessa protagonista. Anche riviste "impegnate", come Panorama (con Luisa Corna) e Capital (con Emanuela Folliero arrivò a 300 000 copie) nel 2003 abbinarono calendari sexy.
Tra i maggiori successi, per quello che riguarda i calendari non autoprodotti, si ricordano i calendari di Alessia Marcuzzi per il 2001, di Anna Falchi per il 2002, di Elisabetta Canalis  per il 2003, di Aída Yéspica per il 2004, di Valeria Marini per il 2005, di Ainett Stephens per il 2006, Elisabetta Gregoraci per il 2007 e di Maddalena Corvaglia per il 2008.
Tra le protagoniste di calendari si annoverano anche sportive come la pallavolista Francesca Piccinini (Men's Health, 2004) e la paracadutista Roberta Mancino (Max, 2009). Alcuni calendari sono stati realizzati con la partecipazione di diverse atlete, in alcuni casi per raccogliere fondi per sostenere l'attività sportiva: tra questi calendari collettivi ci sono quello delle nazionali australiane di calcio per il 2000, quello delle giocatrici dell'Hockey Club Mori '85 per il 2001 (vincitore del sondaggio del Corriere della Sera per il più bel calendario dell'anno), quello delle rugbiste canadesi (tra le quali Barbara Mervin) per il 2009-10, quello delle triatlete tedesche e austriache per il 2011.
Non mancano i calendari di successo con foto di nudo maschile, come quelli di Raoul Bova per il 2000, di Alessandro Gassmann per il 2001, di Gabriel Garko per il 2002, di Walter Nudo per il 2004 e di Costantino Vitagliano per il 2005.